# الدوري اللبناني الممتاز 2002–03
الدوري اللبناني الممتاز 2002–03 هو الموسم 43 من الدوري اللبناني الممتاز. كان عدد الأندية المشاركة فيه 12، وفاز فيه نادي طرابلس الرياضي.